# Irlands U/19-fodboldlandshold
Irlands U/19-fodboldslandshold er det nationale U/19 fodboldhold i Irland. Det styres af Football Association of Ireland og deltager i i U19-Europamesterskabet.
Holdet har deltaget i adskillige mesterskaber.

## Resultater
Irlands U/19-fodboldslandshold har vundet UEFAs europæiske U/18 fodboldmesterskab på Cypern i 1998, hvilket er holdets hidtil bedste resultat.
- U-18 Europamesterskabet i 1998 – 1.-plads (træner Brian Kerr)

I juli 2011 nåede holdet semifinalen i U19-Europamesterskabet i fodbold, som blev afholdt i Rumænien. De tabte deres sidste kamp til Spanien
| Fodbold | Spire Denne artikel om fodbold er en spire som bør udbygges. Du er velkommen til at hjælpe Wikipedia ved at udvide den. |